# Імперія, над якою ніколи не заходить Сонце
«Імперія, над якою ніколи не заходить Сонце» — сталий вислів, який вживався і вживається (в тому числі у різних варіаціях) щодо глобальних імперій, які були або є географічно настільки великими, що завжди над певною частиною їхньої території світить Сонце.
Від самого початку вислів стосувався Іспанської імперії 17-18 ст., пізніше — Британської імперії 19-го та початку 20-го століть. Починаючи з другої половини 20-го століття вислів вживають щодо Сполучених штатів.

## Іспанська імперія

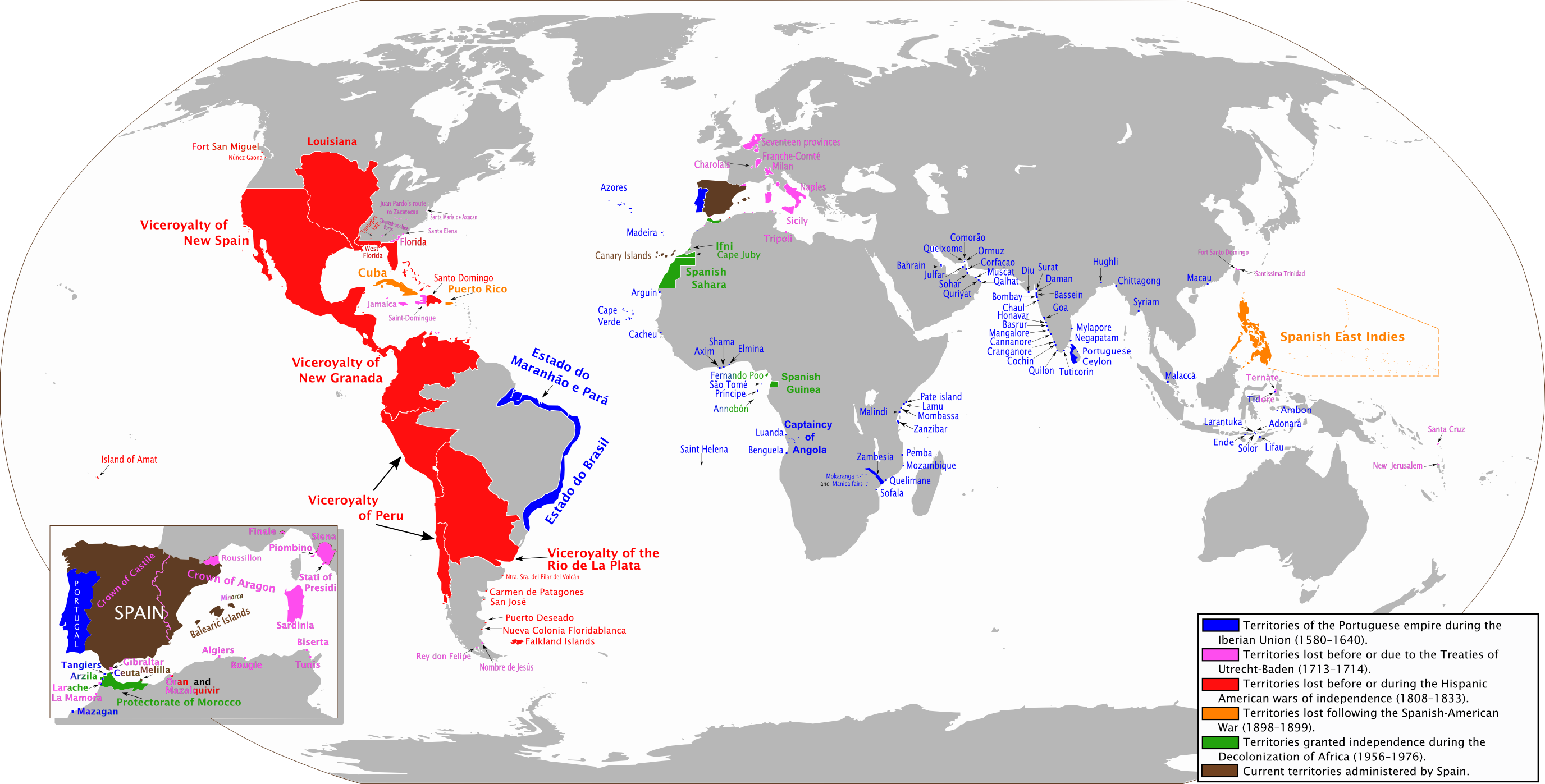
Терени, що колись належали Іспанській імперії
Терени Португальської імперії під час Іберійської унії (1581-1640).
Терени втрачені через договір Утрехт - Баден (1713-1714).
Терени втрачені до або під час іберо-американських війни за незалежність
Терени втрачені через Іспансько-американської війну (1898–1899).
Терени втрачені під час деколонізації Африки (1956–1976).
Терен сьогоденної Іспанії

Іспанська імперія сягнула свого розквіту у XVI–XVII ст. У результаті шлюбної політики католицьких королів Карл V успадкував Кастильську імперію в Америці, Арагонську імперію в Середземномор'ї (у тому числі велику частину сучасної Італії), а також корону Священної Римської імперії, Нідерланди, Франш-Конте, і Австрію (вона разом з іншими спадковими землями Габсбургів майже відразу ж перейшла до Фердинанда, брата імператора).
Фраза «Імперія над котрою ніколи не сідає Сонце» (ісп. «el imperio en el que nunca se pone el sol») набула особливо широкого вжитку під час правління сина Карла — Філіпа ІІ. Під час його правління Іспанія встановила контроль над Філіппінами та рядом інших островів у Тихому океані. Також після смерті батька Філіп Розсудливий домігся прав на португальський трон і був визнаний португальським королем Філіпом І в 1581 році.
У 1585 році італійський поет та дипломат Джован Батиста Гуаріні писав про доньку Філіпа ІІ «Altera figlia / Di qel Monarca, a cui / Nö anco, quando annotta, il Sol tramonta.»(«Горда донька / того монарха в котрого / ніколи не сідає Сонце коли навколо все темніє»).

## Британська імперія

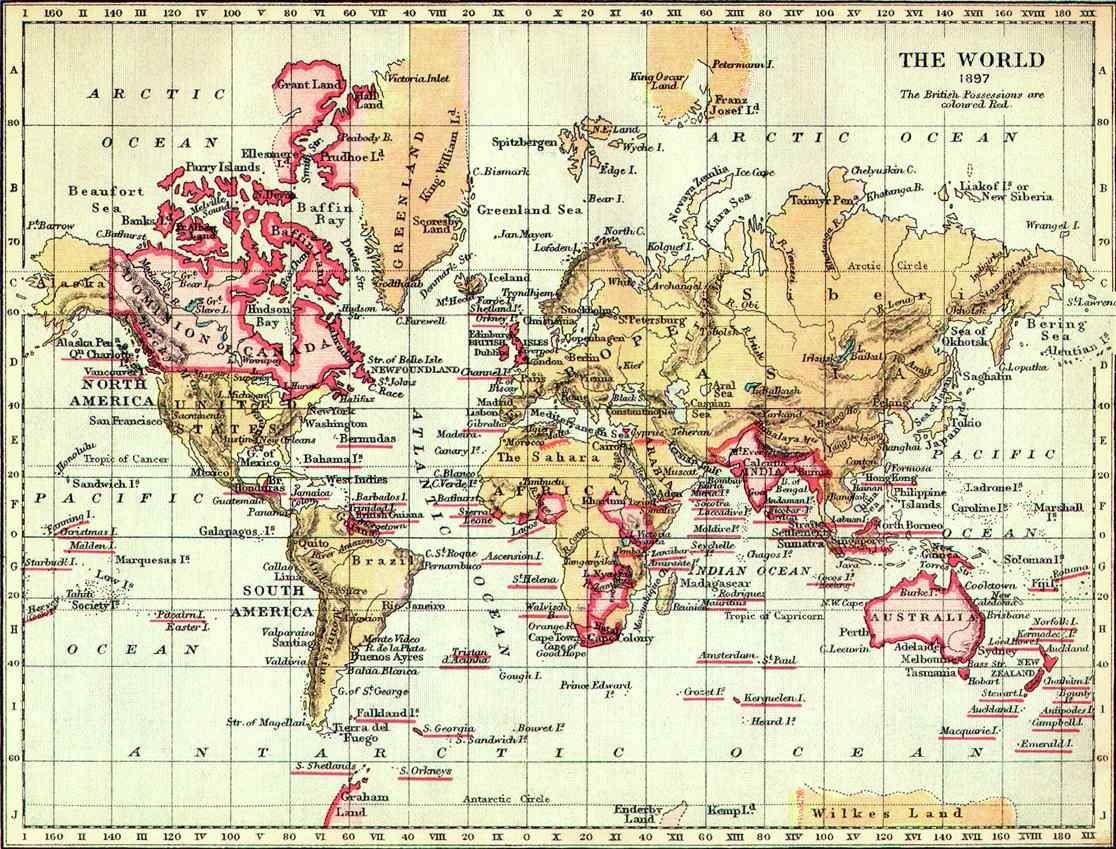
Британська імперія, «над якою ніколи не заходить сонце», у 1897 році (кордони окреслено червоним)

Період з 1815 року по 1914 рік чимало істориків називають імперським. Британській імперії в цей час належало близько 26 млн квадратних кілометрів території (близько чверті сухопутної площі Землі) й в межах її володінь жило приблизно 400 млн людей (також близько чверті тогочасного населення планети). Після перемоги над Наполеоном у Британії не залишилося серйозного конкурента, крім Росії в Центральній Азії. Окрім того, вона повністю домінувала на морі та контролювала більшість морських торговельних шляхів. Цей період називають Pax Britannica. Окрім номінальної влади над колоніями завдяки своєму впливові в світовій торгівлі Британія також контролювала економіку багатьох формально незалежних держав: країн Латинської Америки, Китаю, Сіаму.
У газеті Caledonian Mercury імперія описувалась так: «Над її територією ніколи не сідає сонце; перед тим як його вечірня заграва покине вершини Квебеку, ранкові промені вже освітлюють Порт-Джексон, і поринаючи у води Верхнього озера, водночас воно вже сходить над витоками Гангу.»

## Інші значення
На даний час фразу «Імперія над якою ніколи не сідає сонце» вживають стосовно Сполучених Штатів Америки, котрі хоча формально не є імперією та не мають володінь навколо світу, але проте мають постійні військові бази в Афганістані, Австралії, Бахрейні, Бразилії, Болгарії, Кубі, Греції, Гренландії, Ізраїлі, Японії, Кувейті, Омані, Сингапурі, Південній Кореї, Іспанії, Туреччині, та ряді інших країн.
Не так часто, але все-таки вживають фразу і стосовно компанії «Уолт Дісней» завдяки мережі розважальних комплексів Діснейленд, розташованих у Флориді, Каліфорнії, Японії, Гонг-Конгу, Китаї та Франції.